# Antonio Maria Ruffo
Antonio Maria Ruffo (* 11. Juni 1687 in Bagnara Calabra; † 3. Februar 1753 ebenda) war ein Kardinal der Römischen Kirche.

## Leben

Barocke Messkasel mit dem Wappen der Kardinäle des Hauses Ruffo (Museo di arte sacra del Carmine, Bagnara Calabra)

Ruffo, eines von sechs Kindern des Herzogs von Bagnara Francesco Ruffo, wurde zunächst von Kapuzinern seiner Heimatstadt aufgezogen und zog 1699 mit seinem Onkel, dem 1706 zum Kardinal erhobenen Tommaso Ruffo nach Rom. Körperlich schon in jungen Jahren schmächtig, brillierte Antonio Maria auf intellektueller Ebene und wurde dank der Fürsprache seines Onkels 1701 ins Collegio Clementino aufgenommen.
Unter Papst Clemens XI. begann Ruffo nach dem Studium seine kirchliche Karriere und wurde im März 1716 Referent an der Apostolischen Signatur. Im Folgejahr entsandte ihn Clemens XI. als Vizelegaten nach Ravenna. Durch seine ausgleichenden Tätigkeiten erwarb er sich Sympathien der dortigen Bevölkerung. 1720 wurde er Inquisitor auf Malta. Dort beschäftigten Ruffo vor allem die Vermittlungsversuche zwischen dem Orden des Heiligen Johannes von Jerusalem und der Republik Genua, an der sein Onkel bereits mehrere Jahre zuvor gescheitert war. Nachdem er diesen Konflikt erfolgreich beilegen konnte, wurde er 1729 Kleriker an der Apostolischen Kammer, deren Generalauditor Ruffo 1739 wurde.
Im Konsistorium am 9. September 1743 nahm ihn Papst Benedikt XIV. als Kardinalpriester von San Silvestro in Capite ins Kardinalskollegium auf. Von der Verpflichtung der niederen und höheren Weihen wurde Ruffo von Benedikt XIV. zunächst dispensiert. Am 2. Dezember 1744 empfing er schließlich von Papst Benedikt persönlich die Priesterweihe. Aufgrund eines Gichtleidens – eine in der Familie Ruffo verbreitete Krankheit – übte er in den folgenden Jahren keine festen Tätigkeiten aus, sondern widmete sich hauptsächlich dem Studium der Rechtswissenschaften im heimischen Palast. Auf Anraten seiner Ärzte kehrte der Kardinal im Juli 1752 per Schiffsreise in seine Heimatstadt Bagnara Calabra zurück, wo er im folgenden Februar starb. Sein Grab fand er in der dortigen Kapuzinerkirche Santa Maria degli Angeli.